# Integripelta acanthus
Integripelta acanthus is een mosdiertjessoort uit de familie van de Eurystomellidae. De wetenschappelijke naam van de soort is voor het eerst geldig gepubliceerd in 2006 door Gordon & Rudman.